# 四条隆術
四条隆術（しじょう たかやす、慶長16年（1611年）5月25日 - 正保4年（1647年）11月28日）は、江戸時代前期の公卿。

## 官歴
- 元和4年（1618年）：従五位上、侍従
- 元和7年（1621年）：正五位下
- 寛永元年（1624年）：左少将
- 寛永4年（1627年）：従四位下
- 寛永5年（1628年）：左中将
- 寛永8年（1631年）：従四位上
- 寛永12年（1635年）：正四位下
- 寛永17年（1640年）：従三位
- 寛永20年（1643年）：参議
- 正保2年（1645年）：正三位

## 系譜
- 父：四条隆昌
- 子：四条隆音